# Lupe Gehrenbeck
Lupe Gehrenbeck Forjonel (Caracas, Venezuela, 20 de agosto de 1963) es una dramaturga, directora y actriz de teatro venezolana. Desde 2017 es miembro del PDW (Playwrights Directors Workshop - Taller permanente del desarrollo de textos dramáticos) del Actors Studio de Nueva York; es también vicepresidenta del Gimnasio de Actores; y además, es fundadora del Teatro de La Comarca, y el Teatro Sin Fronteras. Es ganadora del Premio Nacional Juana Sujo 1989; el Premio Teatro Autor Exprés, de la SGAE (Sociedad General de Autores y Editores de España) 2016; Premio del Público Short and Sweet Hollywood 2018; y en 2020 es nominada al Premio Internacional de teatro Gilder/Coigney Award que otorga la League of Professional Theater Women.

## Biografía

#### Infancia y adolescencia
Lupe Gehrenbeck Forjonel nació en Caracas el 20 de agosto. Hija de Thais Adela Forjonel y Fernando Gehrenbeck, es la mayor de tres hermanos. Desde pequeña se muestra interesada por las artes visuales, plásticas y musicales. De su padre Fernando Gehrenbeck quien era pintor, heredó la sensibilidad por el arte. Desde muy pequeña empieza a diseñar y a confeccionar vestidos para sus muñecas, y a los 16 años de edad escribe sus primeros cuentos. En 1966 comienza sus estudios musicales en el Conservatorio Nacional de Música Juan José Landaeta y luego en la Orquesta Nacional Juvenil de Venezuela.  

#### Estudios
En 1977 ingresa en la Escuela de Antropología y Sociología de la Universidad Central de Venezuela, en la que estudia hasta 1979, y en ese mismo año, interesada por las artes plásticas, se inscribe en la Escuela de Artes de dicha universidad. En 1984 se gradúa magna cum laude de Artes mención Plásticas, y es reconocida con un premio por su tesis de grado “El Techo de la Ballena, Informalismo y Guerrilla”, la cual le merece una publicación. Creyente en la formación integral del artista estudió desde 1966 hasta 1976 en el Conservatorio Nacional de Música Juan José Landaeta, y en la Orquesta Nacional Juvenil donde estudió entre otros maestros, con José Antonio Abreu. Allí estudia teoría y solfeo, armonía e historia de la música, composición, guitarra, piano y violoncello, siendo este último instrumento en el que más se desempeñaría. En 1984 es becada por la Fundación Gran Mariscal de Ayacucho y se va a Estados Unidos donde comienza sus estudios de inglés, luego en Nueva York realiza el Master of Arts in Media Studies en The New School for Social Research.
Lupe Gehrenbeck incursiona en la actuación a la edad de 17 años. En 1980 empieza el seminario de actuación Nuevo Grupo con José Ignacio Cabrujas, y en 1981 comienza el Taller del Actor en el CELCIT en Caracas junto a Juan Carlos Gené. Luego en Nueva York, realiza estudios en la escuela de Utah Hagen la HB Studio, y desde 1987 hasta 1993 fue miembro titular de la Compañía Nacional de Teatro. Cuando se va a estudiar a Estados Unidos, al poco tiempo de llegar y empezar la formación en inglés, encontró la manera de integrarse rápidamente al grupo de teatro de la universidad. Estudia y trabaja con figuras del teatro y cine venezolano como Isaac Chocrón, Román Chalbaud Elia Scheneider y Enrique Porte. En el campo de la actuación, dirección de teatro y cine, dramaturgia y escritura para televisión, también se forma con profesores internacionales como Lisa Formosa, Elizabeth Kemp (Dream Workshop), Jeneffa Soldatic del Actors Studio de Nueva York, Karen Hartman de la escuela de Drama de Yale University, Francine Volpe, Sarah Ashfort Hart, Alberto Ísola, Miguel Narros, Claudio Tolcachir, John Patrick Shanley ( taller organizado por el Australian Theater de los Ángeles) entre otros.             
Además de teatro, Lupe Gehrenbeck también cursó estudios de pintura y dibujo en la Escuela de Artes Plásticas Cristóbal Rojas entre 1977 y 1978. En la ciudad de Nueva York, realiza estudios de Producción para Televisión en 1985, en la misma ciudad, estudia Diseño de Exhibiciones en el Fashion Institute of Technology entre 1985 y 1986, y durante un año en 1979, fue editora de la Guía de Artes Escénicas de la Biblioteca Nacional de Venezuela.

## Trayectoria Artística

### Actuación en teatro
Lupe Gehrenbeck incursiona en la actuación a la edad de 17 años, en 1980 empieza el Seminario de Actuación en el Nuevo Grupo con José Ignacio Cabrujas, y en 1981 comienza el Taller del Actor en el CELCIT junto a Juan Carlos Gené, luego en Nueva York, realiza estudios con Uta Hagen, y desde 1987 hasta 1993 fue miembro de La Compañía Nacional de Teatro. Cuando se va a estudiar inglés a Estados Unidos, al poco tiempo de estar allá, se integra rápidamente al teatro. 
La primera obra en la que Lupe Gehrenbeck actuó fue en Drácula en 1980 dirigida por José Ignacio Cabrujas. En 1981 actúa en El Dybbuk dirigida por Anna Sokolow. En 1982 actúa en Teresa bajo la dirección de Enrique Porte y bajo la misma dirección, ese año también, actúa en Lennon, de su puño y letra. Bajo la dirección de Elia Schenider, en 1984, en Nueva York, actuó en Blunfeld. En 1987 actúa en Te juro Juana que tengo ganas bajo la dirección de José Simón Escalona. En 1987 actúa en El Avaro con dirección de Armando Gota. Con La Compañía Nacional de Teatro en 1988, actúa en el musical A bailar con Billo's bajo la dirección de Joaquín Riviera. En 1988 nuevamente, actúa en el auto sacramental La barca de la gloria, dirigido por Hugo Márquez. Bajo la dirección de José Ignacio Cabrujas, en 1988 actúa en Burgués gentil hombre. En el siguiente año actúa en Don Juan Tenorio, dirección por Miguel Narros, director del Teatro Nacional Español. Ese mismo año, 1989, actúa en Los muertos las prefieren negras, dirección por Armando Gota. En 1990 actuó en Fuenteovejuna, obra por la que recibió un Premio a Mejor Actriz en el Festival de Dos Mundos en Spoletto, Italia, bajo la dirección de Carlos Giménez. En 1990 actuó bajo la dirección de Pablo Cabrera en La verdadera historia de Pedro Navaja. Actúa en Volpone en 1991 bajo la dirección de Antonio constante. En 1992 bajo la dirección de Román Chalbaud actúa en Un mes en el campo. Bajo la dirección de Horacio Peterson en 1993 actúa en King Kong Palace Hotel, o el exilio de Tarzán. En 1993 escribió, actuó y dirigió ella misma Descubierta. Actuó en 1994 en La casa de Bernarda Alba, bajo la dirección de José Ignacio Cabrujas, y bajo la misma dirección, actúa en Sonny, una adaptación libre de Otelo de William Shakespeare última obra de José Ignacio Cabrujas, dedicada a Lupe Gehrenbeck, en 1995. Quince años después, en Caracas, regresó a las tablas como actriz en Stand Up Comedy bajo la dirección de Iraida Tapias. Y en 2011, en el PAM Festival en Nueva York, actuó en Eva bajo su propia dirección y dramaturgia. 

### Actuación en cine
En 1984 actúa en largometraje Cangrejo II  bajo la dirección de Román Chalbaud. En 1984 actúa también en el largometraje Cóctel de camarones  bajo la dirección de Alfredo Anzola. Bajo la dirección de Eduardo Vera actúa en los cortometrajes en 1984 Take three, en 1985 en The Gift of the Magi y en 1986 actúa en A la vuelta de la esquina. En 1991 actúa y escribe el cortometraje 50-90 era jugando bajo la dirección de Carlos Castillo, en 1994 actúa en el cortometraje La Tombola bajo la dirección de Rafael Straga y en 2018 en el cortometraje Ava, de Olivier Souchard.

### Actuación en televisión
Desde 1990 hasta 1995 es contratada como actriz del elenco estable de Radio Caracas Televisión. Actúa en 1980 en Natalia de 8 a 9, entre 1980 y 1981 en Gómez II y en 1982 en La señorita Perdomo. En 1989 actúa en La pasión de Teresa. El siguiente año actúa en Caribe. En 1991 actúa en el unitario Buscando a David. Y entre 1993 y 1994 actúa en Dulce ilusión.  

### Dramaturgia y dirección

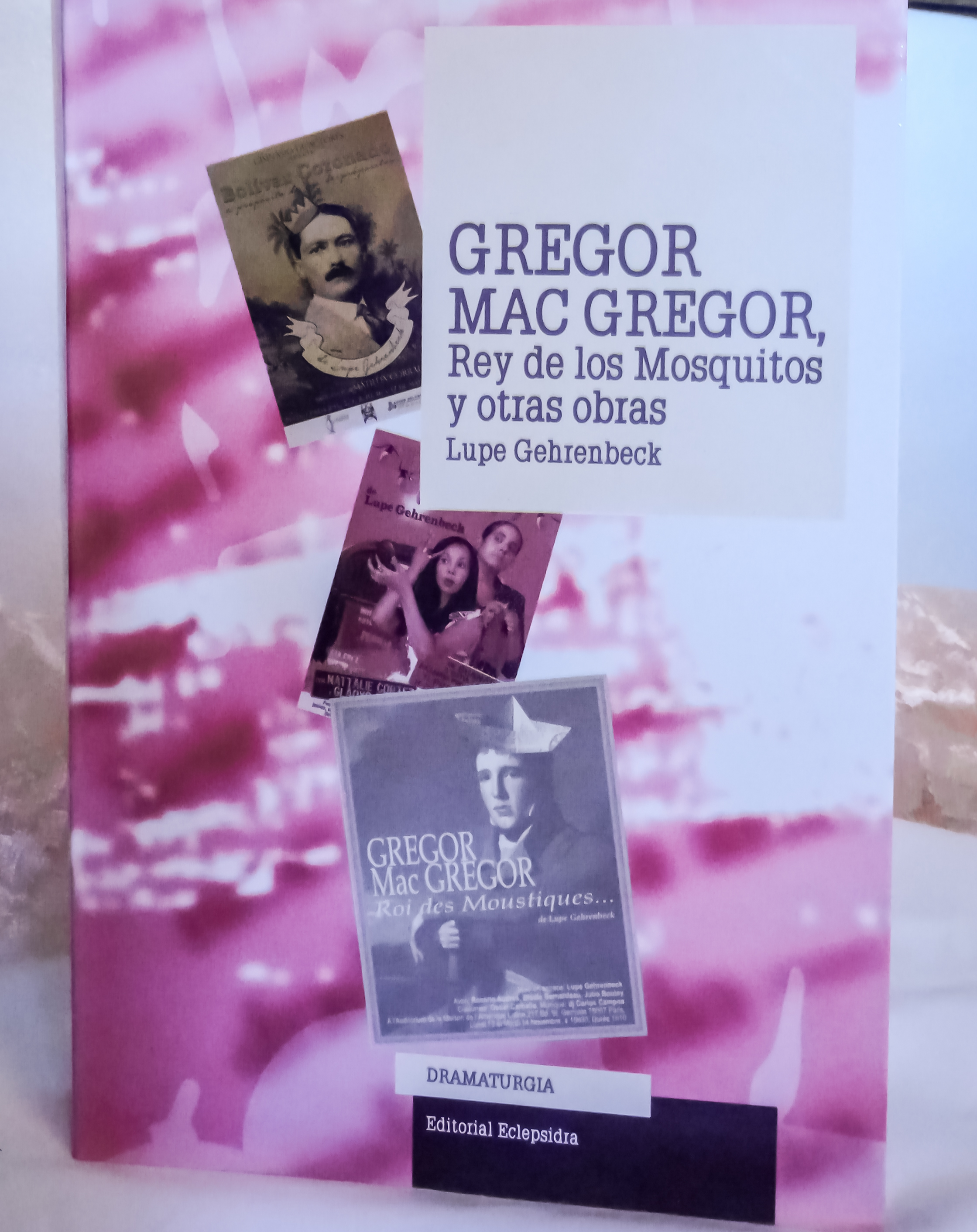
Antología de ocho obras escritas por Lupe Gehrenbeck. Publicado en 2018.

Como dramaturga, Lupe Gehrenbeck ha escrito numerosas piezas que han sido estrenadas y presentadas en diferentes salas de distintas partes del mundo. Desde 1990, hace un taller teatral anual de creación comunitaria, realizando presentaciones cada diciembre hasta hoy, con la comunidad de vecinos de Los Castaños en Los Chorros. En 1993 escribe y actúa en Descubierta. En 1999, bajo la dirección de Fernando Calzadilla estrena Diván, y ese mismo año produce Había una vez un pez con el colectivo de pescadores del pueblo de Santa Fe en el estado Sucre, y en 2003 inspirada en los testimonios de las niñas hijas de los pescadores, escribe y estrena Las niñas de Santa Fe. Entre 1995, 2002 y 2003, bajo la dirección de Indira Leal se hacen varias temporadas de No dejes de venir a mi piñata, y otras sonrisas. En 2004 estrena Nos vamos o nos quedamos, que rompió récord de taquillas en Caracas, y luego hizo gira por varios estados del interior del país. En 2005 estrena Con A de ilusión, en 2007 estrena Miracielos a Hospital obra de su vertiente existencialista, en 2010 es estrenada Matarile en Caracas y luego en Curacao. Ese mismo año, estrena Sans Domicile Fixe (Los sin casa) tres de cinco monólogos, Eva, Adán y El Ángel de la Guarda, los cuales han sido presentados en diferentes partes del mundo. Desde 2009 Eva se ha presentado en Nueva York en el IATI 4th Street Festival, en el ONE Festival y en el PAM Festival, en Montreal, en Londres y en Montpellier. El monólogo The Guardian Angel, fue estrenado en 2010 en su traducción al inglés, en Nueva York haciendo una segunda temporada en One Festival en  2014. En 2011 estrena las obras Bolero y Salsa y en 2013, estrena Alice in Teresa's Land, todas en Nueva York. En 2014 bajo la dirección de Matilda Corral, se estrena Bolívar Coronado, una de sus obras más icónicas de su vertiente histórica, inspirada en la vida de Rafael Bolívar Coronado, célebre periodista y escritor venezolano del siglo XIX. Gregor Mac Gregor, otra de sus obras más representativas y de su vertiente histórica, fue publicada en físico en el libro Gregor Mac Gregor, Rey de los mosquitos y otras obras por Lupe Gehrenbeck en 2018, luego de haber estrenada en varios teatros en distintos países: Venezuela, Argentina, Estados Unidos y Francia, desde 2006 hasta 2016, además de participar en el Festival de Venezolanos en Nueva York en 2010. Ese mismo año, estrena Summer of love a beneficio de la Unicef en Nueva York. En 2015 estrena en Nueva York Shakespeare in wine, y el monólogo Catch Minnie! En el Teatro la Tea en su versión en español, y en 2016 en Queens College se estrena en su versión en inglés por Lupe Gehrenbeck. En 2017, en Caracas, bajo la dirección de Oswaldo Maccio se estrenó Cruz de Mayo  y Ni que nos vayamos nos podemos ir.  En 2017, en Caracas, bajo la dirección de Gabriel Agüero es estrenada El hijo del Presidente, Circo Familiar. Ese mismo año estrena en Nueva York Ni que nos vayamos nos podemos ir en español con subtítulos en inglés, haciendo dos temporadas. En 2018, producto de un taller de teatro para niños migrantes en Chiapas, con el patrocinio de la Unesco, estrena La niña que escapó de la historia. Ese mismo año, This is a Pencil, Helen is a Nurse, es estrenada en The Marilyn Monroe Theater, la cual le merece el Premio del Público del Short and Sweet Hollywood, por Mejor Obra. En el mismo teatro, en 2019, estrena Perro amor bajo la dirección de Paloma López . En 2020 hace la puesta de cuatro monólogos para Theater is the cure, en el marco del Worldwide Online Event en Los Ángeles; en el mismo año por convocatoria del Dramatist Guild de Nueva York en producción con Queens Theater, presenta Back in 20, en The Coronavirus Play Festival. Justo después, Lupe Gehrenbeck propone una plataforma creativa para sus alumnos de los últimos cinco años y produce GALTO, Grupo de Acción Literaria para el Teatro Orgánico, haciendo funciones digitales todos los domingos durante cinco meses, entre los primeros de confinamiento. Luego desarrolla otro proyecto de teatro digital Teatro paisano, realizando un mes más de funciones seriadas. 

### Guiones para televisión
Entre 1987 y 1989 escribe guiones de comerciales para televisión y radio bajo la producción de Bolívar Films. En 1990 fue libretista en Caribe, una telenovela de Radio Caracas Televisión. De 1990 a 1995 fue escritora de planta de la misma cadena televisiva. En 2012 escribe Ida y Vuelta, un largometraje para La Villa del Cine y desde el 2012 hasta el 2013 con la misma casa productora antes mencionada, escribe Refugio de amor. En 2013 adapta a televisión sus obras Gregor Mac Gregor y Cruz de Mayo, por petición de La Villa del Cine. Y en 2014, para la misma casa de cine, adaptó a televisión dos obras de Néstor Caballero, Los juguetes perdidos de Aquiles  y Con una pequeña ayuda de mis amigos .

### Guiones para cine
En 1984 escribió A la vuelta de la esquina, un cortometraje dirigido por Eduardo Vera el cual recibió el Premio a Mejor Película del Programa de Cine de la Universidad de Nueva York. En 1991 es guionista del cortometraje 50-90 era jugando dirigida por Carlos Castillo, y le mereció el Premio al Mejor Guion por la Asociación Nacional de Autores Cinematográficos de Venezuela. En |997 escribe por encargo el guion Píntame angelitos negros. En  2012 y 2013, escribe el guion para el cortometraje Las mejores hallacas son las de mi mamá, para el proyecto 6x1 de La Villa del Cine. Entre 2015 y 2016, es coguionista junto al el director y actor Miguel Ferrari en el largometraje La noche de las dos lunas , ganadora del Premio Goya en 2014. En 2017 escribió Teatro sin fronteras, un mediometraje documental dirigido por Paola López, acerca del taller de teatro para niños migrantes dictado por Lupe G. en Chiapas. 

### Diseño
Lupe Gehrenbeck ha trabajado en diferentes áreas de diseño a lo largo de su carrera artística: como diseñadora conceptual hacia principios de la década de 1980 fue parte del Proyecto Museo del Helicoide, también fue la diseñadora y productora de exposiciones en el Banco de Venezuela. En 1985 trabajó en el Metropolitan Musuem of Art, en guionista, diseñadora y productora audiovisual para la exhibición Treasures from the holy lands. Entre 1984 y 1986 es la autora de los videoarte Matilde desde la ventana y La pintura de María Josefina Báez, los cuáles fueron expuestos en la Feria de la Literatura Latinoamericana de la Universidad de Nueva York y en la Galería Siete en Caracas. Además se ha encargado de la dirección de arte, escenografía y vestuario en comerciales para Bolívar Films. Como diseñadora de vestuario ha trabajado en las obras El cruce sobre el Niágara (1980), Postdatados, (2012), Bolívar Coronado, (2014), No hay barcos en Chacao, (2015) y Miss Hijas, (2016).      
| Año  | Obra                                          | Autor                                | Dirección             | Agrupación                            |
| ---- | --------------------------------------------- | ------------------------------------ | --------------------- | ------------------------------------- |
| 1980 | Drácula                                       | Bram Stoker                          | José Ignacio Cabrujas | Mercateatro                           |
| 1981 | El Dybbuk                                     | Shloime Anki                         | Anna Sokolow          | Nuevo Grupo                           |
| 1982 | Teresa                                        | Isaac Chocrón                        | Enrique Porte         | Nuevo Grupo                           |
| 1982 | Lennon de su puño y letra                     | Roberto Hernández Montoya            | Enrique Porte         | Nuevo Grupo                           |
| 1984 | Blumfeld                                      | Inspirado en el libro de Franz Kafka | Elia Schenider        | La Mamma ETC                          |
| 1987 | Te juro Juana que tengo ganas                 | Emilio Carballido                    | José Simón Escalona   | Compañía Nacional de Teatro           |
| 1987 | El Avaro                                      | Moliere                              | Armando Gota          | Compañía Nacional de Teatro           |
| 1988 | Musical. A bailar con Billo's                 | Billo's Caracas Boys                 | Joaquín Riviera       | Compañía Nacional de Teatro           |
| 1988 | La barca de la gloria                         | Gil Vicente                          | Hugo Marquez          | Compañía Nacional de Teatro           |
| 1988 | Burgués gentil hombre                         | Moliere                              | José Ignacio Cabrujas | Compañía Nacional de Teatro           |
| 1989 | Don Juan Tenorio                              | José Zorrilla                        | Miguel Narros         | Compañía Nacional de Teatro           |
| 1989 | Los muertos las prefieren negras              | Andrés Eloy Blanco                   | Armando Gota          | Compañía Nacional de Teatro           |
| 1990 | Fuenteovejuna                                 | Lope de Vega                         | Carlos Giménez        | Compañía Nacional de Teatro/Rajatabla |
| 1990 | La verdadera historia de Pedro Navaja         | Pablo Cabrera                        | Pablo Cabrera         | Compañía Nacional de Teatro           |
| 1991 | Volpone                                       | Ben Johnson                          | Antonio Constante     | Compañía Nacional de Teatro           |
| 1992 | Un mes en el campo                            | Iván Turguénev                       | Román Chalbaud        | Compañía Nacional de Teatro           |
| 1992 | 50 años de El Nacional                        |                                      | Antonio Constante     | Teresa Carreño                        |
| 1993 | King Kong Palace Hotel, o el exilio de Tarzán | Marco Antonio de La Parra            | Horacio Peterson      | Laboratorio Teatral Anna Julia Rojas  |
| 1993 | Descubierta                                   | Lupe Gehrenbeck                      | Lupe Gehrenbeck       | Ateneo de Caracas                     |
| 1994 | La casa de Bernarda Alba                      | Federico García Lorca                | José Ignacio Cabrujas | Teatro Profesional de Venezuela       |
| 1995 | Sonny                                         | José Ignacio Cabrujas                | José Ignacio Cabrujas | Teatro Profesional de Venezuela       |
| 2000 | Stand Up Comedy                               | Lupe Gehrenbeck                      | Iraida Tapias         | Trasnocho Cultural                    |
| 2011 | Eva                                           | Lupe Gehrenbeck                      | Lupe Gehrenbeck       | PAM Festival                          |

| Año  | Título                    | Tipo         | Dirección        |
| ---- | ------------------------- | ------------ | ---------------- |
| 1984 | Cangrejo II               | Largometraje | Román Chalbaud   |
| 1984 | Cóctel de camarones       | Largometraje | Alfredo Anzola   |
| 1984 | Take three                | Cortometraje | Eduardo Vera     |
| 1985 | The Gift of the Magi      | Cortometraje | Eduardo Vera     |
| 1986 | A la vuelta de la esquina | Cortometraje | Eduardo Vera     |
| 1991 | 50-90 era jugando         | Cortometraje | Carlos Castillo  |
| 1994 | La Tombola                | Cortometraje | Rafael Straga    |
| 2018 | Ava                       | Cortometraje | Olivier Souchard |

| Año       | Título              | Género     | Canal |
| --------- | ------------------- | ---------- | ----- |
| 1980      | Natalia de 8 a 9    | Telenovela | RCTV  |
| 1980/1981 | Gómez II            | Telenovela | RCTV  |
| 1982      | La señorita Perdomo | Telenovela | RCTV  |
| 1989      | La pasión de Teresa | Telenovela | RCTV  |
| 1990      | Caribe              | Telenovela | RCTV  |
| 1991      | Buscando a David    | Unitario   | RCTV  |

| Año                      | Obra                                            | Dramaturga/o          | Dirección                      | Teatro |
| ------------------------ | ----------------------------------------------- | --------------------- | ------------------------------ | --- |
| 1990/presente            | Teatro de calle                                 | Creación comunitaria  | Lupe Gehrenbeck                | Caracas, Los Chorros |
| 1993                     | Descubierta                                     | Lupe Gehrenbeck       | Lupe Gehrenbeck                | Ateneo de Caracas |
| 1995 2002/2003           | No dejes de venir a mi piñata, y otras sonrisas | Lupe Gehrenbeck       | Indira Leal                    | Espacios Unión Trasnocho Cultural |
| 1999                     | Diván                                           | Lupe Gehrenbeck       | Fernando Calzadilla            | Ateneo de Caracas |
| 1999                     | Había una vez un pez                            | Lupe Gehrenbeck       | Lupe Gehrenbeck                | Casa de la Cultura del Estado Sucre. |
| 2003                     | Las niñas de Santa Fe                           | Lupe Gehrenbeck       | Lupe Gehrenbeck                | Trasnocho Cultural |
| 2004                     | Nos vamos o nos quedamos                        | Lupe Gehrenbeck       | Lupe Gehrenbeck                | Trasnocho Cultural |
| 2005                     | Con A de ilusión                                | Lupe Gehrenbeck       | Lupe Gehrenbeck                | Celarg/Trasnocho Cultural |
| 2006                     | El enemigo del pueblo                           | Henrik Ibsen          | Lupe Gehrenbeck                | Trasnocho Cultural |
| 2006                     | Macbeth, versión libre                          | José Ignacio Cabrujas | Lupe Gehrenbeck                | Trasnocho Cultural |
| 2006 2007/2008 2010 2016 | Gregor Mac Gregor                               | Lupe Gehrenbeck       | Lupe Gehrenbeck                | Maison de l'Amerique Latine (París) Trasnocho Cultural (Caracas) Teatro de Repertorio Español (Nueva York) Teatro el Portón de Sánchez (Buenos Aires) |
| 2007                     | Miracielos a Hospital                           | Lupe Gehrenbeck       | Lupe Gehrenbeck                | Teatro San Martín |
| 2007                     | Ponencia: Genética del verbo                    | Lupe Gehrenbeck       | Lupe Gehrenbeck                | 1er Encuentro Nacional de Dramaturgia Femenina , Guanare, Festival de Teatro de Occidente |
| 2009 2009 2010 2011      | Eva                                             | Lupe Gehrenbeck       | Lupe Gehrenbeck                | The Producer's Club Theater (Nueva York) Teatro La Tea en el ONE Festival (Nueva York) Clinton Street, IATI 4th Street Festival (Nueva York) Bolívar Hall (Londres) Theatre Laboratoire Ruban et Bouton (Montreal) CELARG (Caracas) PAM Festival (Nueva York) Theatre sur le lit Festival (Montpellier) |
| 2010 2015                | Eva y Adán                                      | Lupe Gehrenbeck       | Lupe Gehrenbeck                | Teatre Llantiol (Barcelona) CELARG (Caracas) |
| 2010 2010 2014           | The Guardian Angel                              | Lupe Gehrenbeck       | Lupe Gehrenbeck                | The Living Theater (Nueva York) Teatro de Repertorio Español (Nueva York) The ONE Festival, The 4th Theater (Nueva York) |
| 2010 2010                | Matarile                                        | Lupe Gehrenbeck       | Lupe Gehrenbeck                | CELARG Teatro de La Luna (Curacao) |
| 2011                     | Bolero                                          | Lupe Gehrenbeck       | Lupe Gehrenbeck                | Teatro La Tea |
| 2011                     | Salsa                                           | Lupe Gehrenbeck       | Lupe Gehrenbeck                | The Marilyn Monroe Theater y Lee Strasberg Theater and Film Institute |
| 2013                     | Alice in Teresa's Land                          | Lupe Gehrenbeck       | Lupe Gehrenbeck                | The Producer's Club |
| 2014                     | Bolívar Coronado                                | Lupe Gehrenbeck       | Matilda Corral                 | Teatro Principal de Caracas, Centro de Creación Artística TET y Trasnocho Cultural |
| 2014                     | Summer of Love                                  | Lupe Gehrenbeck       | Lupe Gehrenbeck                | Westbeth Community Room |
| 2015                     | Shakespeare on wine                             | Lupe Gehrenbeck       | Lupe Gehrenbeck                | Bridgehampton Community House |
| 2015 2016                | Catch Minnie!                                   | Lupe Gehrenbeck       | Lupe Gehrenbeck                | Teatro La Tea Festival Monologando Ando en The Producer's Club Queens College |
| 2016                     | Cruz de Mayo                                    | Lupe Gehrenbeck       | Oswaldo Maccio                 | Teatro BOD |
| 2015 2016 2017           | Ni que nos vayamos nos podemos ir               | Lupe Gehrenbeck       | Oswaldo Maccio Lupe Gehrenbeck | Teatro BOD Trasnocho Cultural Teatro Chacao Santiago Rubio Hall (NYC) |
| 2018                     | La niña que escapó de la historia               | Lupe Gehrenbeck       | Lupe Gehrenbeck                | Taller para niños migrantes en Chiapas |
| 2018                     | This is a Pencil, Helen is a Nurse              | Lupe Gehrenbeck       | Lupe Gehrenbeck                | The Marilyn Monroe Theater Los Ángeles |
| 2019                     | Perro amor                                      | Lupe Gehrenbeck       | Paloma López                   | The Marilyn Monroe Theater Los Ángeles |
| 2020                     | Theater is the cure                             | Varios dramaturgos    | Lupe Gehrenbeck                | Worlwide Online Event |
| 2020                     | Back in 20                                      | Lupe Gehrenbeck       | Lupe Gehrenbeck                | Queens College en The Coronavirus Play Festival |

| Año       | Título                              | Tipo                                       | Guionista                                           | Producción     |
| --------- | ----------------------------------- | ------------------------------------------ | --------------------------------------------------- | -------------- |
| 1987/1989 | Comerciales de TV                   | Guion para comerciales                     | Lupe Gehrenbeck                                     | Bolívar Films  |
| 1990      | Caribe                              | Libretos de telenovelas                    | Lupe Gehrenbeck                                     | RCTV           |
| 1990/1995 |                                     | Escritora de planta                        | Lupe Gehrenbeck                                     | RCTV           |
| 2012      | Ida y vuelta                        | Guion de largometraje                      | Lupe Gehrenbeck                                     | Villa del Cine |
| 2013      | Refugio de amor                     | Guion de telenovela                        | Lupe Gehrenbeck                                     | Villa del Cine |
| 2013      | Gregor Mac Gregor                   | Adaptación de obra teatral a guion         | Lupe Gehrenbeck                                     | Villa del Cine |
| 2014      | Cruz de Mayo                        | Adaptación de obra teatral a guion         | Lupe Gehrenebeck                                    | Villa del Cine |
| 2014      | Los Juguetes perdidos de Aquiles    | Adaptación de obra teatral a guion para TV | Obra por Néstor Caballero Guion por Lupe Gehrenbeck | Villa del Cine |
| 2014      | Con una pequeña ayuda de mis amigos | Adaptación de obra teatral a guion para TV | Obra por Néstor Caballero Guion por Lupe Gehrenbeck | Villa del Cine |

| Año       | Título                                  | Tipo                    | Guionista                                          |
| --------- | --------------------------------------- | ----------------------- | -------------------------------------------------- |
| 1984      | A la vuelta de la esquina               | Cortometraje            | Lupe Gehrenbeck                                    |
| 1991      | 50-90 era jugando                       | Cortometraje            | Lupe Gehrenbeck                                    |
| 1997      | Píntame angelitos negros                |                         | Lupe Gehrenbeck                                    |
| 2012/2013 | Las mejores hallacas son las de mi mamá | Cortometraje            | Lupe Gehrenbeck                                    |
| 2015      | La noche de las dos lunas               | Largometraje            | Lupe Gehrenbeck coguionista junto a Miguel Ferrari |
| 2017      | Teatro sin fronteras                    | Mediometraje documental | Lupe Gehrenbeck Paloma López                       |

## Talleres
- GALTO. Grupo de Acción Literaria para el Teatro Orgánico. Taller Permanente de Dramaturgia y puesta en escena virtual. Gimnasio de Actores. Marzo/Septiembre en modalidad virtual, 2020.
- Teatro Paisano. Taller de Creación Dramática. ININCO. Universidad Central de Venezuela. Julio/agosto en modalidad virtual, 2020.
- Escritura dramática en español. CUNYJunio/Julio en modalidad virtual, 2020.
- Teatro y realidad. Dramaturgia orgánica. HOLA Talks, celebrando los 45 años de la organización de Actores Latinos de Nueva York. Dos clases magistrales. Mayo, modalidad virtual, 2020.
- Teatro de la historia que nos contaron. Para creadores de teatro. Hurgando en la memoria activa y la genealogía histórica y familiar. Gimnasio de Actores. Enero/Febrero, 2020.
- Teatro de cacería. Para creadores de teatro. Cazando historias en la calle. Gimnasio de Actores. 2019.
- Teatro sin fronteras. Para niños Migrantes de la Frontera Sur de México. UNESCO, ACNUR. 2018.
- Historias personales en creación colectiva. Para creadores de teatro. En favor de la empatía en un país en discordia. Gimnasio de Actores. 2018.
- Gramática visual de la escena. Para directores de teatro. Porque todo sobre la escena cuenta. Gimnasio de Actores. 2018.
- Teatro comunitario. Taller y función Anual / teatro vecinal. 1990.

## Publicaciones

### Libros
- Gregor Mac Gregor, Rey de los Mosquitos y otras obras. Antología de 8 obras de L. Gehrenbeck, Edición de Eclepsidra, 2018
- Cruz de mayo, Premio Teatro Autor Exprés, Ediciones de la SGAE, 2016.
- Por un maní, La casa, El mar, Diario de las emociones, 4 libros infantiles ilustrados, Fundación Editorial El Perro y La Rana, 2015.
- Soy Hueco, Luego Existo, Antología de Cuentos Cortos, publicado por Fundarte, 1996

### Periódicas
- Viceversa Magazine.com NYC, columnista semanal, 2015/2019.

- El Nacional, Urbe, Feriado, Zero Magazine. (columnista), 2000/2010.

- DIYEI, periódico semanal, editora, 1996/1999.

### Académicas
- BRUJULA, Revista Interdisciplinaria, Estudios Latinoamericanos. Hemispheric Institute of the Americas. Universidad de California, 2018.
- ENCLAVE, Revista Literaria de lo Escrito en Español, CUNY (City University of New York), 2017.

## Premios y reconocimientos
- Nominada al Premio internacional de Teatro Gilder/Coigney International Theater Award, que otorga el Comité Internacional de La Liga de Mujeres Profesionales del teatro, 2020.
- Premio del Público, Short and Sweet Hollywood, Mejor Obra por This is a Pencil, Helen is a Nurse, 2018.
- Nominada para el Premio de dramaturgia Isaac Chocrón, por la obra El Hijo del Presidente, Circo Familiar, 2017. Por Cruz de Mayo, 2016. Por Ni que nos vayamos nos podemos ir, 2015.
- Premio Teatro Autor Exprés, Premio Publicación por el libro Cruz de Mayo, otorgado por la SGAE, 2016.
- Nominada al Premio AVENCRIT, 2016.
- 2nd Premio Actors of the World, Londres, 2008.
- 2nd Premio, Festival de Dramaturgia Latinoamericana, CASA, Londres, 2008.
- Premio Mejor Guion por 50-90 era Jugando,otorgado por la ANAC, 1991.
- Premio Mejor Actriz, por Fuenteovejuna, Festival de Spoletto, Italia,1990.
- Premio Nacional Juana Sujo, 1988/89.
- Premio Publicación de la tesis El Techo de la Ballena, Informalismo y Guerrilla, Universidad Central de Venezuela, 1981.